# شرف كاتارينا بلوم الضائع (رواية)
شرف كاتارينا بلوم الضائع أو كيف يحدث العنف وإلى أين يمكن أن يؤدي، هي قصة للكاتب الألماني هاينريش بول نُشرت عام 1974 وتناقش بأسلوب نقدي ممارسات صحافة التابلويد.

يصف بول في القصة كيف أصبحت كاتارينا بلوم، وهي اشخص لا غبار عليه، ضحية لجشع صحافة الإثارة بسبب صداقتها مع مجرم مطلوب. يتناول بول على وجه الخصوص الطريقة اللاإنساية في صياغة الخبر في صحيفة يسميها «الجريدة» (بالألمانية: Die Zeitung)‏، ويفتتح القصة بالملاحظة التالية:
تشهر «الجريدة» بالبطلة وتشوه سمعتها بصورة متكررة ولفترة زمنية طويلة كـ«عروس الإرهابي» وكشخص بارد خطير وتفضحها أمام كامل محيطها، وتتلقى بلوم نتيجة لذلك عددًا كبيرًا من المكالمات والرسائل الفاحشة والبغيضة والمهينة، وعندما تموت والدتها المريضة نتيجة للأحداث، تطلق بلوم الرصاص على المراسل المسؤول وترديه قتيلا، بدافع الغضب واليأس.
تعد هذه القصة العمل النثري الألماني الأكثر مبيعا، حيث بيع منها هناك 2.7 مليون نسخة حتى العام 2017، بينما تشير تقديرات أخرى إلى 6 ملايين نسخة.

## المحتوى
في عام 1974 تلتقي كاتارينا بلوم، وهي مدبرة منزل في الـ27 من العمر، بلودفيج غوتن في حفل كرنفال وتقع في حبه، ويقضيان الليلة معًا في شقة كاتارينا. غوتن مطلوب بشبهة ارتكاب عملية سطو على بنك وقتل، وبأنه إرهابي، ولذلك تلاحقه الشرطة وتحاول التعرف على جهات اتصاله. في الصباح تقتحم الشرطة شقة كاتارينا بلوم وتتهم كاتارينا بمساعدته، فتقبض عليها مؤقتا وتستجوبها.
تقدم «الجريدة» الشبهات حول غوتن على أنها حقيقة، وتصور كاتارينا كشريكة له وكامرأة «ساقطة»، مدّعية أن كاتارينا كانت تعرف غوتن منذ سنوات، حيث أخبر بعض الجيران الشرطة أنها استقبلت «زيارات رجالية»، في محاولة لإلصاق شبهات أخلاقية بها.
تحوّر «الجريدة» التصريحات التي يدلى بها أشخاص يعرفون كاتارينا، فعلى سبيل المثال تتحول عبارة «كاثرينا شخصية ذكية وباردة» في خبر «الجريدة» إلى «قانلة باردة كالثلج»، ويتحول رأيه العمومي حول قدرة أي فرد على ارتكاب جريمة إلى «من المحتمل أن تكون قادرة على ارتكاب الجرائم»(ص.32-33)، وكذلك يتحول التوصيف«إذا كانت كاتارينا متطرفة، فهي متطرفة في استعدادها لتقديم المساعدة، وهي أيضا منهجية وذكية» تحرّفه الصحيفة إلى «إنخا شخصية متطرفة في كل العلاقات. لقد ضللتنا بمهارة فائقة»(ص.39) . يزعم مراسل «الجريدة» فيرنر توتغس أنه زار والدة كاثرين المحتضرة في المستشفى وواجهها بالادعاءات ضد ابنتها، وفي اليوم التالي تموت الأم. نتيجة لما نشرته الصحيفة تتعرض كاتارينا إلى موجة من المكالمات والرسائل المهينة والبذيئة والمليئة بالكراهية، وتصبح الشابة التي كانت كانت مندمجة بالكامل في المجتمع دخيلةً محتقرة. على الإشارة المطمئنة إلى أن هناك صحفًا أخرى تقدم التقارير بشكل صحيح تردّ كاتارينا: «من يقرأ هذا؟ فكل الناس الذين أعرفهم يقرؤون «الجريدة» فحسب !»(ص.58)
بعد اعتقال غوتن تواعد كاتارينا صحفي "الجريدة توتغس بحجة رغبتها في إجراء مقابلة معه، وتطلق عليه الرصاص وترديه قتيلا عندما يتحرش بها مثلما حاول رجال آخرون قبله: "لماذا تنظرين إلي هكذا باندهاش يا بلوم (زهرة) الصغيرة؟ إنني أقترح أن نتلذذ أولا الآن"(ص.129) تتجول كاتارينا في المدينة،" بحثا عن الندم، لكنها لم تجده على الإطلاق "(ص.7)، وفي النهاية تسلم نفسها إلى الشرطة.
في واحدة من مسودات القصة، تصور بول صيغة تنتهي بمحاولة كاثرينا الانتحار.

## الخلفية
بعد تصريحه النقدي بعنوان «هل تريد أولريكة [ماينهوف] الرحمة أم خروجا آمنا؟»، الذي ظهر في مجلة شبيغل عام 1972، رأى هاينريش بول نفسه ضحية حملة تشويه واغتيال معنوي أرادت تصويره متعاطفًا مع إرهاب فصيل الجيش الأحمر، وهدف بقصة «شرف كاترينا بلوم الضائع» إلى الرد على التقارير الصحفية التي كانت تظهر  في صحيفة بيلد واسعة الانتشار ومناقشة العنف في سبعينيات القرن الماضي، مستنكرًا صحافة الإثارة وموضحا العواقب المحتملة.
عنف الكلمات يكون أحيانا أسوأ من عنف الصفعات والمسدّسات

هاينريش بول في مقابلة صحفية عام 1974
كذلك أكد بول في أكثر من موضع أن أحد دوافع كتابة القصة هو المطاردة الصحفية التي تعرض لها أستاذ علم النفس في جامعة هانوفر/ بيتر بروكنر، الذي يدرّس في هانوفر بسبب إيوائه أولريكه ماينهوف  لليلة في بيته.
في خاتمة كتبها لاحقًا وصف هاينريش بول نفسه قصته بالمنشور السياسي الذي كان يهدف إلى الإشارة إلى ادور صحافة الإثارة السلبي الذي يؤجج من الصراع  في ما يتعلق بإرهاب جماعة الجيش الأحمر (بادر/ماينهوف). رأى بول نفسه ضحية لحملة إعلامية صورته على أنه«متعاطف» مع الإرهابيين بناء على منشورات أسيء فهمها أو أسيء تفسيرها عن عمد.

## ردود الفعل في ألمانيا
ظهرت نسخة أولية من الرواية ايتداء من 29 يوليو في مجلة دير شبيجل الأسبوعية مع مع رسوم للفنان الجرافيكي البرليني كلاوس فوجيلسانج، واتخذت دار نشر دار نشر سبرنغر (التي اعتبرت نفسها مقصودة بالقصة) إجراءات قانونية ضد نشر الرسوم.
بعد نشر القصة، وخاصة بعد عرض فيلم فورلكر شلوندورف تعرض هاينريش بول لهجوم شديد من قبل الصحفيين والسياسيين. فبمناسبة بث الفيلم على التلفزيون الألماني ARD  كتب إينو لوفنشترن، محرر مجلة دي فيلت التي تتبع دار نشر سبرنغر التي تتبعها جريدة بيلد (بالألمانية: BILD)‏، يوم 29 مايو 1978 مقالا يهاجم بول وكتاباته:
ليس هناك شك بأن بول ساهم أكثر من أي شخص آخر في جعل العصابة [يقصد منظمة الجيش الأحمر] مقبولة. ومن أجل تشجيعهم يصف كتابه قتل صحفي من جريدة بيلد بأكثر الطرق التي ينصح بها. "
كذلك انتقد الرواية بشدة سياسي الحزب الديمقراطي المسيحي والرئيس الاتحادي اللاحق كارل كارستنز الذ يبدو أنه لم يكن ملما بالحقائق وبمحتوى الكتاب، فوجه نداءا إلى المواطنين الألمان يدعوهم إلى «نبذ النشاط الإرهابي، وخاصة الشاعر هاينرش بول الذي نشر قبل أشهر، وتحت الاسم المستعار كاتارينا بلوم (كذا!) يقدم تبريرا للعنف»، وهو تصريح عرضه إلى موجة من السخرية لاحقته حتى وفاته عام 1992 حين اقتبستها مجلة شبيغل في نعيها له. بوبناء على طلب بول، صمم الفنان الغرافيكي والناشط السياسي كلاوس شتايك [الإنجليزية] ملصقًا يُظهر كارستينز راكبا على ظهر بقرة  بعنوان «البروفيسور كارستنز فارس ألمانيا»، مع اقتباس كامل للعبارة. مثلت تلك العبارة عند الكثيرية تعبيرا عن مستوى ونوعية الانتقادات التي وجهت لبول. لاحقا وصف الرسام شتايك عن عبارة كارستينز بأنها كانت "واحدة من تلك الجمل التي لا تُنسى من زمن الخريف الألماني [الإنجليزية] تنضح بالجهل وحتى الغباء".
من ناحية أخرى، تحاور بول بنبرة أكثر تصالحية مع المثقف الاجتماعي المسيحي ثم وزير التعليم والثقافة البافاري هانز ماير.
كتب الناقد الأدبي الألماني مارسيل رايش-رانيكي: "وإن كانت كتب بول منتجات ذات حدّين ومثيرة للاستفهام إلى حد كبير [...]، فإنها مع ذلك أظهرت وجهة نظر فريدة وإحساسا استثنائيًا بتلك الدوافع والمواقف والحالات المزاجية التي يظهر فيها "الراهن" بذاته ويتبدى واضحا. قد يكون ما يقوله بول أفضل أو أسوأ، ولكنه ضرب ويضرب الحاضر الألماني في الصميم. هذا ينطبق أيضًا على قصة " شرف كاتارينا بلوم الضائع". فرانكفورتر ألجماينه تسايتونج. 24. آب (أغسطس) 1974)
ويتفق معه الصحفي كلاوس راينر رول: «تأثير هذا الكتاب أكبر من تأثير حملة» أمموا سبرنغر!«بأكملها». داس دا،  أغسطس 1974)
أدرجت القصة بعد وقت قصير من نشرها في برامج القراءة المدرسية في عدة ولايات ألمانية.

## ترجمات إلى العربية
صدرت ترجمتان للرواية إلى العربية، الأولى للمترجمة السورية نوال حنبلي (سورية) ويبدو أنها لم تحظ بانتشار واسع، وثانية للمترجم المصري شحاتة ياسين، دار الهلال، مصر، 2001.

## أعمال فنية عن القصة
- 1975: في 10 أكتوبر فيلم شرف كاثرينا بلوم الضائع فولكر شلوندورف ومارجريت فون تروتا الذي احتفل بعرضه الأول في تسع دور سينما في ألمانيا الاتحادية.
- 1976: في مايو قدمت مارغريت فون تروتا مسرحية «تستند إلى قصة هاينريش بول» على خشبة ورشة المسرح في مدينة بون. بخلاف الفيلم لم تحظ المسرحية بترحيب النقاد.
- 1984: صورت القصة في فيلم تلفزيوني أمريكي بعنوان شرف كاثرين بيك الضائع (بالإنجليزية: The Lost Honor of Kathryn Beck)‏ بثته بتاريخ 1 يناير شبكة سي بي إس. اشترك في الأداء المغني والممثل السينمائي كريس كريستوفرسون (في دور الإرهابي الهارب بن كول) ومارلو توماس (في دور كاثرين بيك).
- 1991: عرضت في 20 أبريل في مسرح مدينة بيليفيلد لأول مرة أوبرا «كاتارينا بلوم»، بتلحين تيلو ميديك ونصّ زوجته دوروثيا ميديك. عرضت الأوبرا خمسة مرات تلاها عرض إضافي، ولم تحظ الأوبرا بإعجاب النقاد.[11]
- 1997: أنتجت الإذاعة السويسرية (SWF) مسرحية إذاعية من إخراج هيرمان نابر بنفس العنوان مع المتحدثين كاتارينا زاباتكا، وكريستا بوش، وهانالوره هوغر وآخرين، وموسيقى ماوريسيو كاغل.
- انتج المخرج المسرحي الهنغاري أمبروس بور مسرحية مبنية على أحداث القصة، عرضت في التسعينيات في عدة مدن مجرية.